# Susning.nu
Susning.nu var en svensk webbplats som mellan 2001 och 2009 drevs som en öppen uppslagsverksliknande wiki. Susning.nu grundades av Lars Aronsson. Susning hade ingen uttalad encyklopedisk ambition. Inställningen till vilka typer av texter som ansågs som godtagbara var liberal i jämförelse med Wikipedia, som startade ungefär samtidigt. Susning växte och blev Sveriges största och världens näst största wiki – åtminstone om de olika språkversionerna av Wikipedia betraktas som en och samma wiki – samt hamnade på tionde plats i tidningen Internetworlds lista över Sveriges 100 bästa webbplatser. Personer som regelbundet redigerade artiklar på Susning.nu kallades ofta för susare.

## Historik

### Begynnelsen
Susning.nu startades 31 augusti 2001 av Lars Aronsson och fungerade som en del av hans personliga webbplats. Den bytte namn till Susning.nu 29 september och lanserades 1 oktober. Under oktober månad indexerades Susning.nu av de större sökmotorerna, och artikelsamlingen ökade stadigt. På ett år växte Susning.nu med 10 000 artiklar och flera funktioner infördes. Bland dem kan nämnas länkstatistik för alla sidor, datumsökning som automatiskt genererar datum och söklänkar på flera språk. Det första redigeringskriget utbröt den 31 juli 2002.

### Annonser kontra GNU FDL
I november 2002 uppstod en diskussion kring att det fanns betalda annonser på sajten och att Lars Aronsson fick den eventuella vinst som det innebar att driva webbplatsen. Detta ledde till vidare uppmärksammande av och diskussion om att artiklarna inte omfattades av GNU FDL. Härpå flyttade en del av skribenterna, varav några varit mycket aktiva, över sin verksamhet till  svenskspråkiga Wikipedia varefter aktiviteten på Susning.nu minskade en period. Svenskspråkiga Wikipedia, som legat nästan nere sedan Susning.nu startades, fick en ordentligt ökad aktivitet.

### Klotterproblem
Allt eftersom Susning.nu växte, ökade även problemet med klotter. I december 2003 drabbades Susning.nu av en klottrare som automatiserat sin verksamhet med ett skript. På några minuter raderades tusentals artiklar som sedan flera användare fick lägga timmar på att återställa. Problemen ökade ytterligare med klottrare som lade in pornografiska bilder och gjorde sidan oåtkomlig. Klotterproblemen höll på praktiskt sett dagligen. Därför infördes den 22 februari 2004 ett "karmasystem" för att underlätta sanering och upptäckt av klotter. Systemet spårade tämligen snart ur då funktioner för att förbättra en persons karma saknades. Då karman endast kunde sänkas drabbades även de flesta etablerade susare av dålig karma. Karmasystemet stängdes av den 25 mars 2004.

### Webbplatsen stängdes
Det sista försöket att förhindra klotter var att bildvisningen stängdes av helt 5 april 2004. Ett par dagar senare gjordes det dock möjligt att lägga in bilder från vissa utvalda domäner. På grund av en bugg i systemet fanns det dock ett sätt att kringgå detta, vilket klottrarna utnyttjade. Buggen lagades 15 april 2004, men några minuter senare stängdes all redigering på Susning.nu. Aronsson meddelade att sidorna skulle vara stängda för redigering till dess en lösning på problemet hittats, samt att ett system med lösenord skulle komma att införas. Några detaljer gavs tills vidare inte. En månad senare hade ingen information om registreringsförfarandet dykt upp, men ett par dussin inloggade susare hade redigerat ett ganska stort antal artiklar sedan spärren infördes.
Efter låsningen gick Susning på lågvarv, och ett tiotal användare stod för i princip alla redigeringar. I mars 2004 sparades artiklar cirka 36 000 gånger och i maj cirka 1 600 gånger vilket bara är några få procent av den tidigare aktiviteten. Den 11 maj 2004 öppnade Susning.nu tillfälligt även för icke-registrerad redigering. Efter arton timmar hade klottrarna åter blivit ett så stort problem att redigeringsmöjligheterna låstes på nytt. Enligt Aronsson var inaktiveringen av blockeringsfunktionen inte något särskilt genomtänkt försök, utan mest en stundens ingivelse. I mars 2006 öppnades Susning.nu för allmänheten på söndagseftermiddagar. Ett år efteråt öppnades även redigeringen mellan kl. 06.00 och 07.00 varje dag. På det stora hela fungerade det bra med en del ströredigeringar men även klotter. På sommaren 2008 drabbades webbplatsen av en envis spammare som använde proxyservrar för att spamma ner olika artiklar med engelska reklamlänkar. Detta fick slutligen Aronsson att ta bort den öppna morgontimmen i april 2009. Söndagseftermiddagarna var dock fortsatt öppna trots återkommande spamattacker.
En åsikt som luftats var att Susnings status som ett enmansprojekt på den tekniska sidan var ett stort aber. Några menade att en delad skötsel av sajten med servern uppställd hos till exempel Linköpings universitet och ett flertal personer engagerade som administratörer och tekniska utvecklare troligen skulle innebära ökad innovationstakt, större förutsägbarhet och bättre kommunikation mellan tekniker och susare. Lars Aronsson å sin sida klargjorde tydligt att han såg Susning.nu som sitt eget projekt och inte var intresserad av att släppa in andra i dess styrning. Sedan den stora stängningen använder Aronsson själv susning mest som en loggbok där han sparar länkar rörande exemplvis Google och Wikipedia. Några mycket få övriga användare skapade fortfarande artiklar på webbplatsen. I mitten av augusti 2009 stängdes Susning.nu ner helt och hållet. Något skäl till detta meddelades aldrig.

## Susning kontra Wikipedia
Under sin tid som öppen wiki skilde sig Susning.nu från Wikipedia-projektet på flera sätt. De största skillnaderna var:
- att Susning inte hade någon uttalat encyklopedisk ambition, och därigenom en betydligt mer liberal inställning till vilka typer av texter som accepterades
- att Susning.nu inte hade några administratörer/ordningsvakter med befogenhet att radera eller låsa sidor, blockera användare eller liknande funktioner
- att webbplatsen drevs av privatpersonen Lars Aronsson och att alla villkor för deltagande på sajten bestämdes av honom själv, utan formell diskussion med bidragslämnarna

Susning hade enligt sin egen statistik i oktober 2003 totalt 58 000 artiklar, varav 39 000 innehöll ett eller flera kommatecken. Wikipedia på svenska hade vid samma tid cirka 16 000 artiklar innehållande en eller flera länkar. I slutet av mars 2004 hade Susning drygt 54 000 artiklar med minst ett kommatecken, medan svenskspråkiga Wikipedia då hade 25 000 artiklar med minst en intern länk.
Den 14 januari 2005 gick svenskspråkiga Wikipedia om och är alltsedan dess större än Susning.nu.